# Bergsluiptimalia
De bergsluiptimalia (Gypsophila crassa synoniem: Napothera crassa) is een kleine endemische vogelsoort uit de bergbossen van Borneo.

## Taxonomie
De vogel werd in 1888 Richard Bowdler Sharpe beschreven aan de hand van een collectie vogels die werd opgestuurd vanuit Borneo door de Britse vogelkundige John Whitehead. Sharpe ontdekte dat dit geen nieuwe ondersoort was van de streepborstsluiptimalia.

## Kenmerken
De vogel is 15 cm lang, klein en gedrongen en overwegend bruin gekleurd. Van boven is de vogel donkerbruin bijna zwart met lichte spikkels. Van onder is de vogel lichter bruin met een wit keeltje en een vage lichte wenkbrauwstreep.

## Verspreiding en leefgebied
De bergsluiptimalia komt voor in montaan regenbos op Borneo in heuvelland en berggebieden tussen de 800 en 2600 m boven de zeespiegel. In beschermde gebieden zoals het nationaal park Gunung Kinabalu is de vogel nog algemeen voorkomend, bijvoorbeeld in bamboebosjes langs paden.

## Status
De bergsluiptimalia heeft een groot maar versnipperd verspreidingsgebied en daardoor is de kans op de status kwetsbaar (voor uitsterven) gering. De grootte van de populatie is niet gekwantificeerd, maar het leefgebied wordt door ontbossingen aangetast en daardoor gaat het aantal achteruit. Echter, het tempo ligt onder de 30% in tien jaar (minder dan 3,5% per jaar). Om deze redenen staat deze sluiptimalia als niet bedreigd op de Rode Lijst van de IUCN.